# Taça Piratininga
A Taça Piratininga foi um torneio de futebol organizado pela Federação Paulista de Futebol (FPF), que reunia os quatro clubes mais importantes da cidade de São Paulo, sendo eles: Corinthians, Palmeiras, Portuguesa e São Paulo. O objetivo era definir o campeão da cidade com base no desempenho nas respectivas edições do Campeonato Paulista de cada temporada.
A competição foi disputada de 1963 até 1971, quando o São Paulo assumiu a posse definitiva do troféu após conquistá-lo por quatro vezes, sendo três consecutivas.

## Campeões
Segue a lista com todos os campeões da Taça Piratininga:
| Temporada | Campeões        |
| --------- | --------------- |
| 1963      | Palmeiras (1)   |
| 1964      | Portuguesa (1)  |
| 1965      | Palmeiras (2)   |
| 1966      | Palmeiras (3)   |
| 1967      | São Paulo (1)   |
| 1968      | Corinthians (1) |
| 1969      | São Paulo (2)   |
| 1970      | São Paulo (3)   |
| 1971      | São Paulo (4)   |

## Títulos por equipe
- São Paulo = 4 (1967, 1969, 1970 e 1971)[3]
- Palmeiras = 3 (1963, 1965 e 1966)[4]
- Corinthians = 1 (1968)[5]
- Portuguesa = 1 (1964)